# سیارک ۱۳۶۷۹
سیارک ۱۳۶۷۹ (به انگلیسی: 13679 Shinanogawa، نامگذاری:1997OZ1) سیزده هزار و ششصد و هفتاد و نهمین سیارک کشف شده‌است که در ۲۹ ژوئیه ۱۹۹۷ کشف شد.
قدر مطلق سیارک برابر ۳۲.۳ است.